# The Unseen (альбом)
The Unseen (с англ. — «Невидимое») — дебютный студийный альбом хип-хоп-дуэта Quasimoto, состоящего из Madlib и его анимированного альтер-эго Lord Quas. Альбом был выпущен на лейбле Stones Throw Records 13 июня 2000 года. Он был переиздан в 2005 году в виде подарочного издания с бонусным CD, содержащим инструментальную версию альбома. Во время создания альбома Джексон-младший целый месяц принимал псиахоактивные грибы. Сведением альбома занимались KutMasta Kurt и Peanut Butter Wolf. Обложка была нарисована Джеффом Джанком. Песня «Low Class Conspiracy» вошла в саундтрек к видеоигре Tony Hawk’s Underground.

## Критический приём
| Оценки критиков | Оценки критиков             |
| Источник        | Оценка                      |
| --------------- | --------------------------- |
| AllMusic        | [ 4 ]                       |
| Mojo            | [ 5 ]                       |
| Muzik           | 4/5                         |
| NME             | 8/10                        |
| Pitchfork       | 7.3/10 (2000) 8.5/10 (2005) |
| RapReviews      | 9/10                        |
| Spin            | 7/10                        |

Натан Рабин из The AV Club про альбом сказал: "The Unseen представляет собой резкий скачок вперед для Мэдлиба как продюсера, поскольку он интегрирует необычные, найденные звуковые семплы с ловкостью и остроумием, которые напоминают неизменно удивительную продюсерскую работу Принса Пола ".Микеланджело Матос из City Pages сказал: «The Unseen переполнен таким количеством найденного материала, что возникает соблазн подумать, что Мэдлиб сменил имя, чтобы избежать судебного разбирательства, украв все, от Августа Пабло и Мелвина Ван Пиблза до джазовых исполнителей, которых хватило бы, чтобы заполнить целый чердак в Вест-Виллидже»

## Трек лист
| №   | Название                                       | Длительность |
| --- | ---------------------------------------------- | ------------ |
| 1.  | «Welcome to Violence»                          | 0:49         |
| 2.  | «Bad Character»                                | 1:56         |
| 3.  | «Microphone Mathematics»                       | 3:14         |
| 4.  | «Basic Instinct»                               | 2:10         |
| 5.  | «Goodmorning Sunshine»                         | 2:57         |
| 6.  | «Discipline 99, Pt. 0» (featuring Mr. Herb)    | 2:32         |
| 7.  | «Low Class Conspiracy»                         | 2:26         |
| 8.  | «Return of the Loop Digga»                     | 3:46         |
| 9.  | «Real Eyes»                                    | 3:22         |
| 10. | «Come on Feet»                                 | 3:35         |
| 11. | «Bluffin»                                      | 2:47         |
| 12. | «Boom Music»                                   | 2:47         |
| 13. | «MHBs»                                         | 2:02         |
| 14. | «Put a Curse on You»                           | 1:46         |
| 15. | «Astro Black»                                  | 3:17         |
| 16. | «Green Power»                                  | 2:59         |
| 17. | «Jazz Cats, Pt. 1»                             | 2:43         |
| 18. | «24-7» (совместно с Medaphoar)                 | 2:48         |
| 19. | «The Unseen»                                   | 2:53         |
| 20. | «Phony Game»                                   | 1:56         |
| 21. | «Astro Travellin»                              | 2:58         |
| 22. | «Blitz»                                        | 1:16         |
| 23. | «Axe Puzzles»                                  | 2:34         |
| 24. | «Discipline 99, Pt. 1» (совместно с Wildchild) | 3:36         |